# هوراس فيرنيه
إيميل جان هوراس فيرنيه (بالفرنسية: Émile Jean-Horace Vernet)‏ هو رسام معارك وبورتريهات ومستشرق فرنسي ولد في يوم 30 يونيو 1789 في باريس أثناء اندلاع الثورة الفرنسية، هو حفيد الرسام الفرنسي كلود فيرنيه وابن كارل فرنيه حيث تعلم الرسم منه، أشتهر بلوحاته عن الحروب النابليونية لفرنسا بعد أن أصبح جندي، وثم إنضم مع الملك لويس فيليب الأول أثناء الحملة الجزائرية ورسم هناك عدة معارك للجيش الفرنسي وخالط السكان الجزائر أنذاك، توفي فيرنيه في سنة 1863 في باريس.

## معرض صور

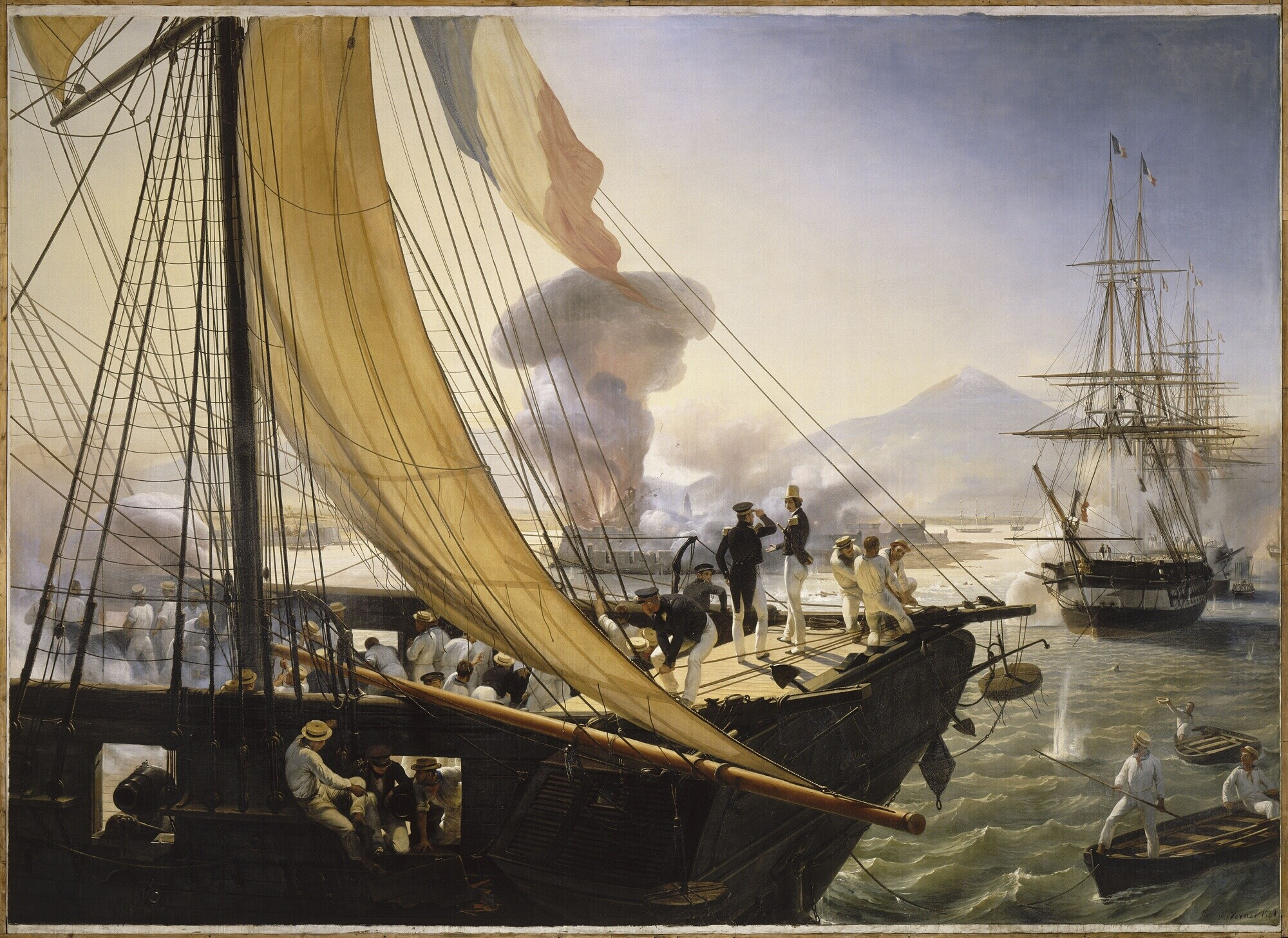
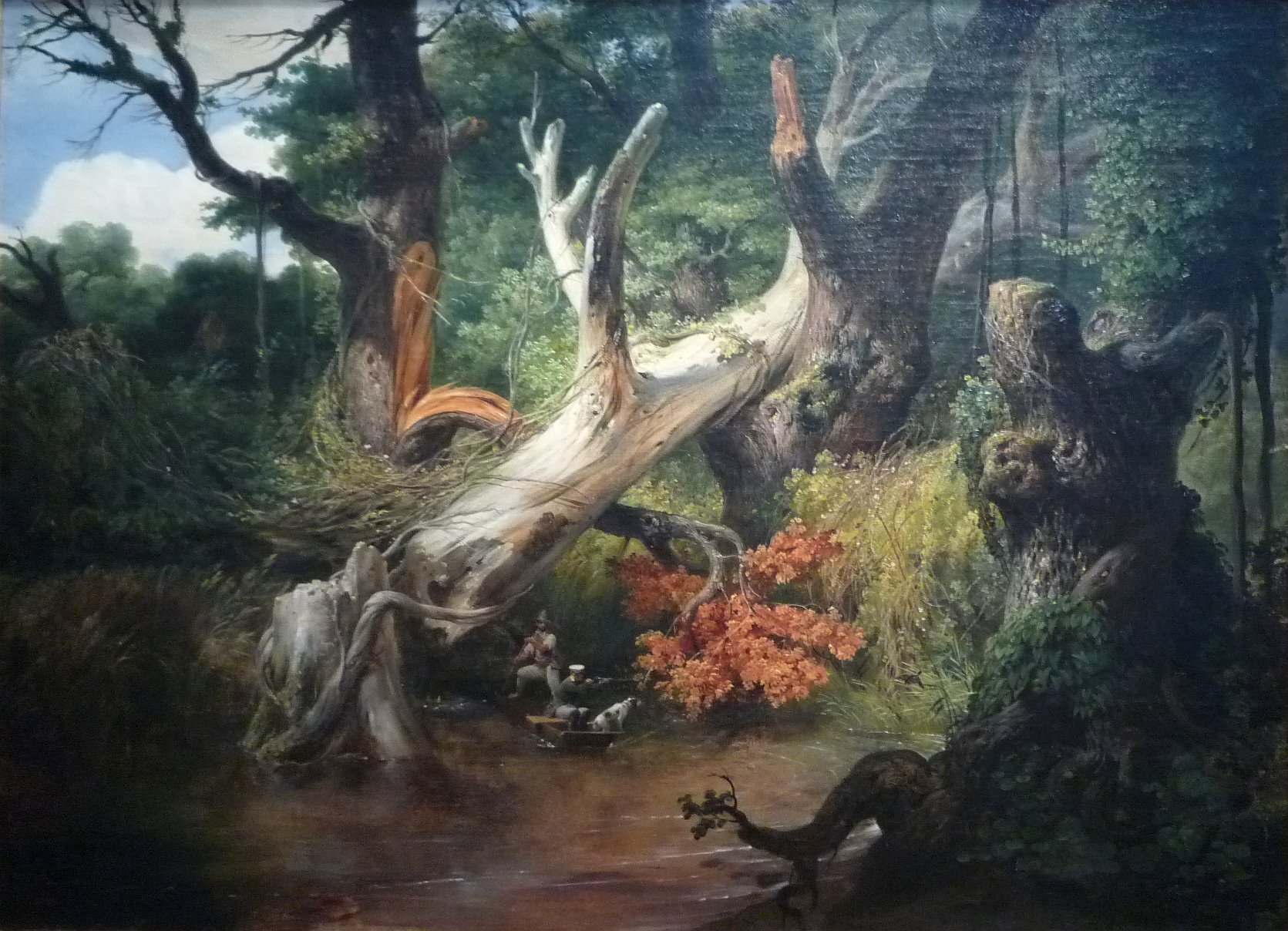
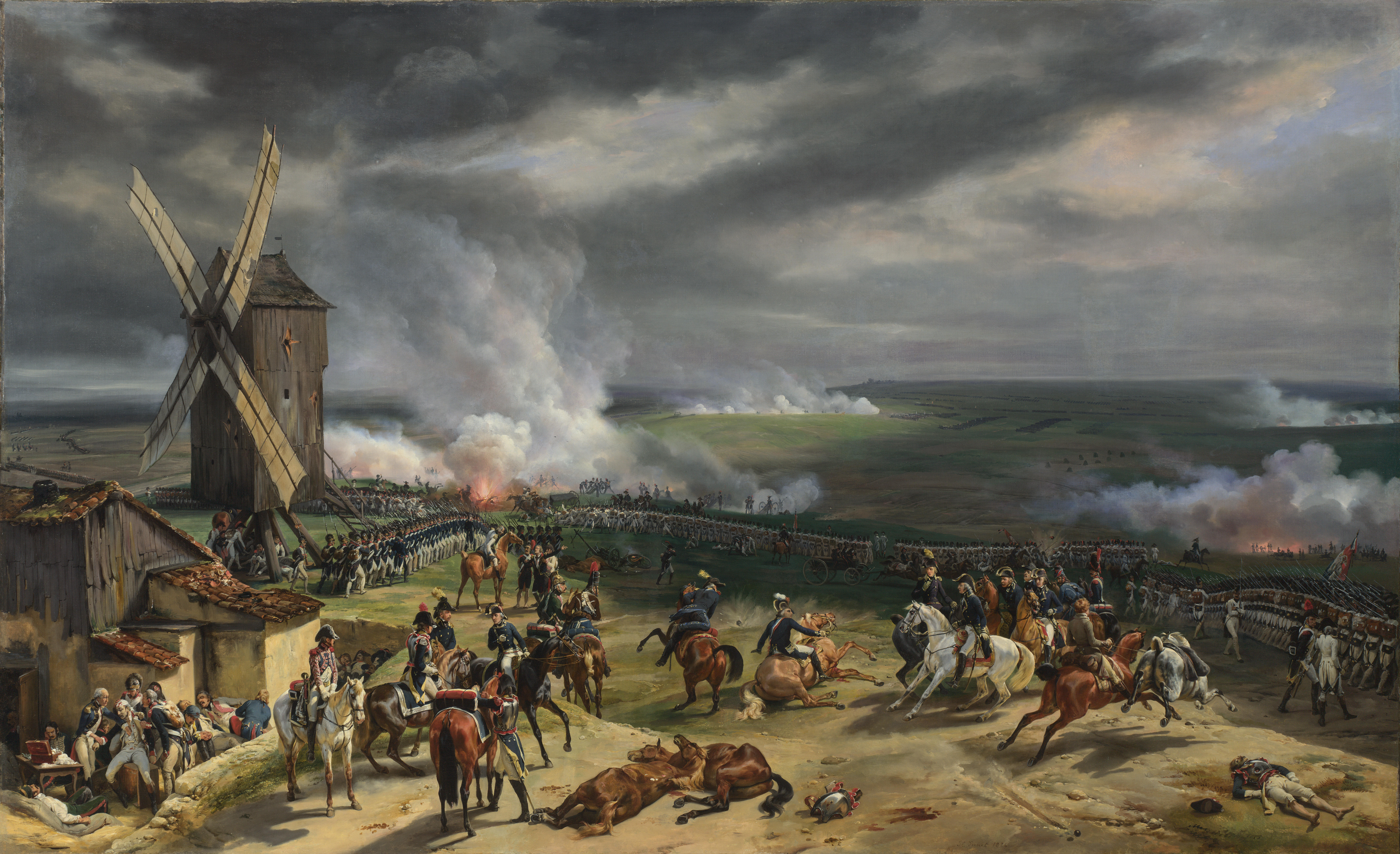
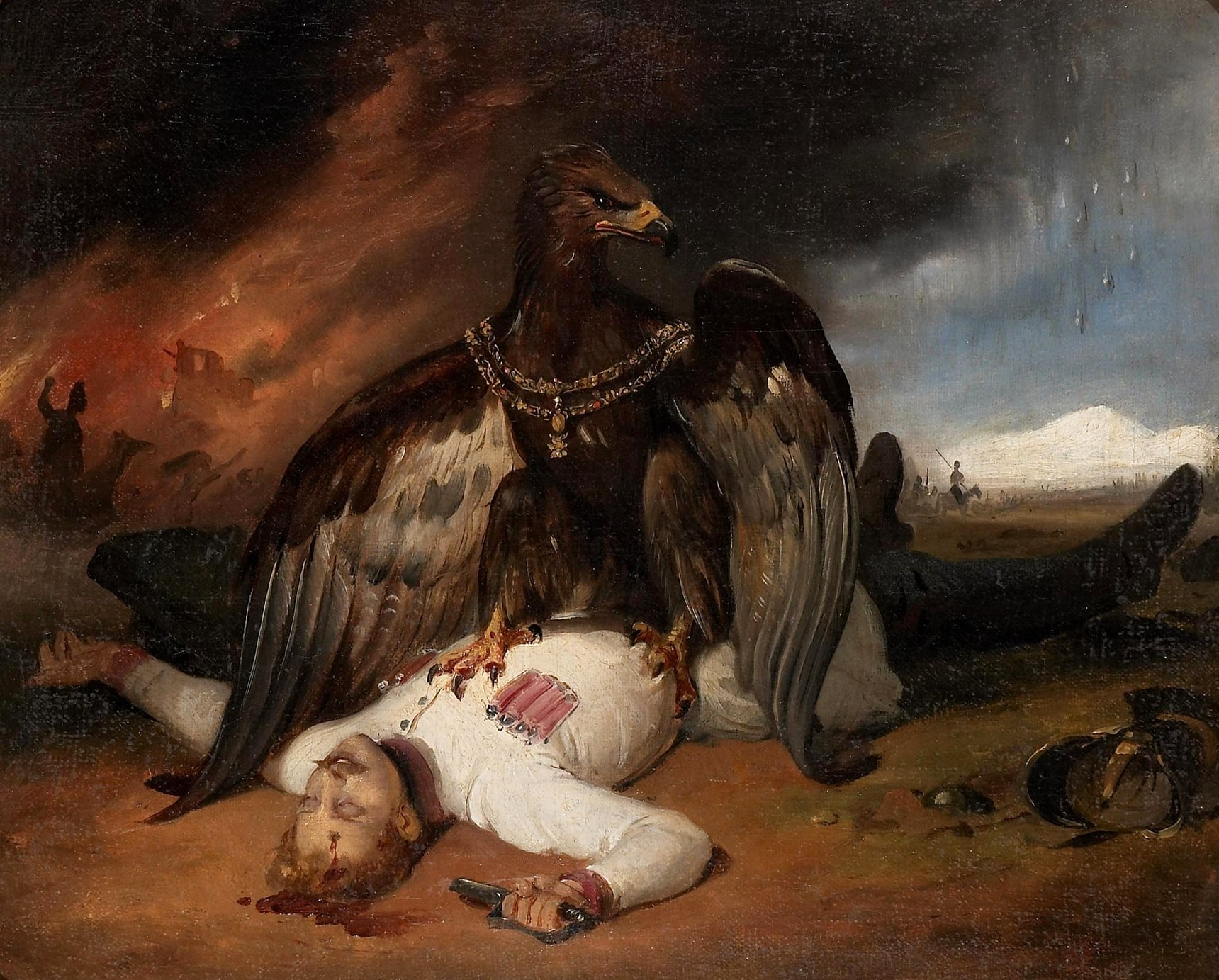

## روابط خارجية
- هوراس فيرنيه على موقع الموسوعة البريطانية (الإنجليزية)
- هوراس فيرنيه على موقع ميوزك برينز (الإنجليزية)
- هوراس فيرنيه على موقع ديسكوغز (الإنجليزية)